# Departamento General Lamadrid

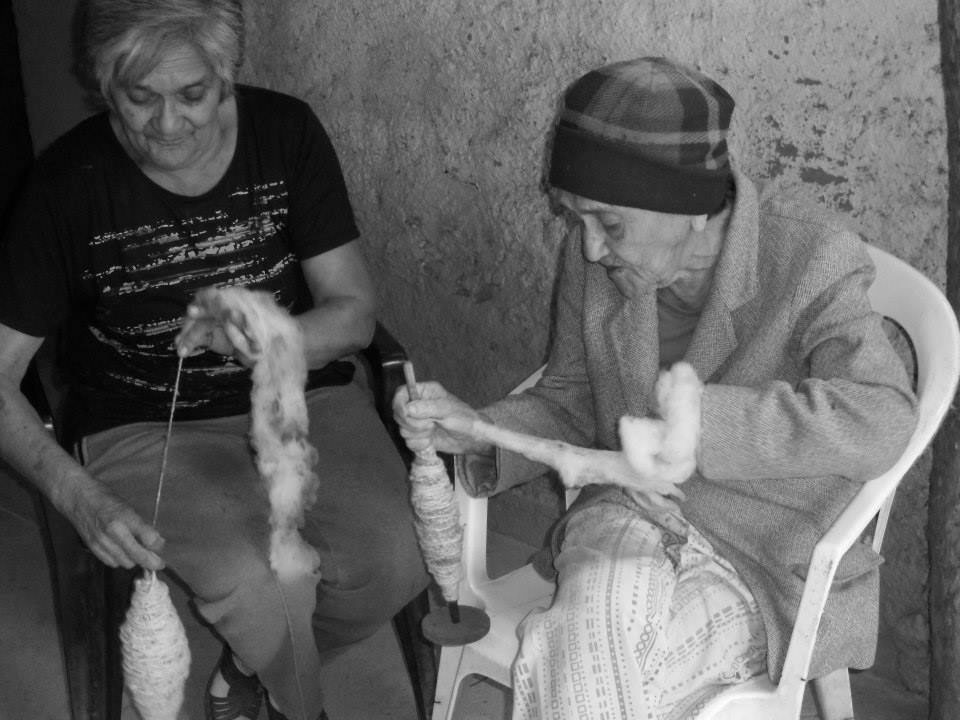
Abuelas transformando la lana de oveja en hilo.

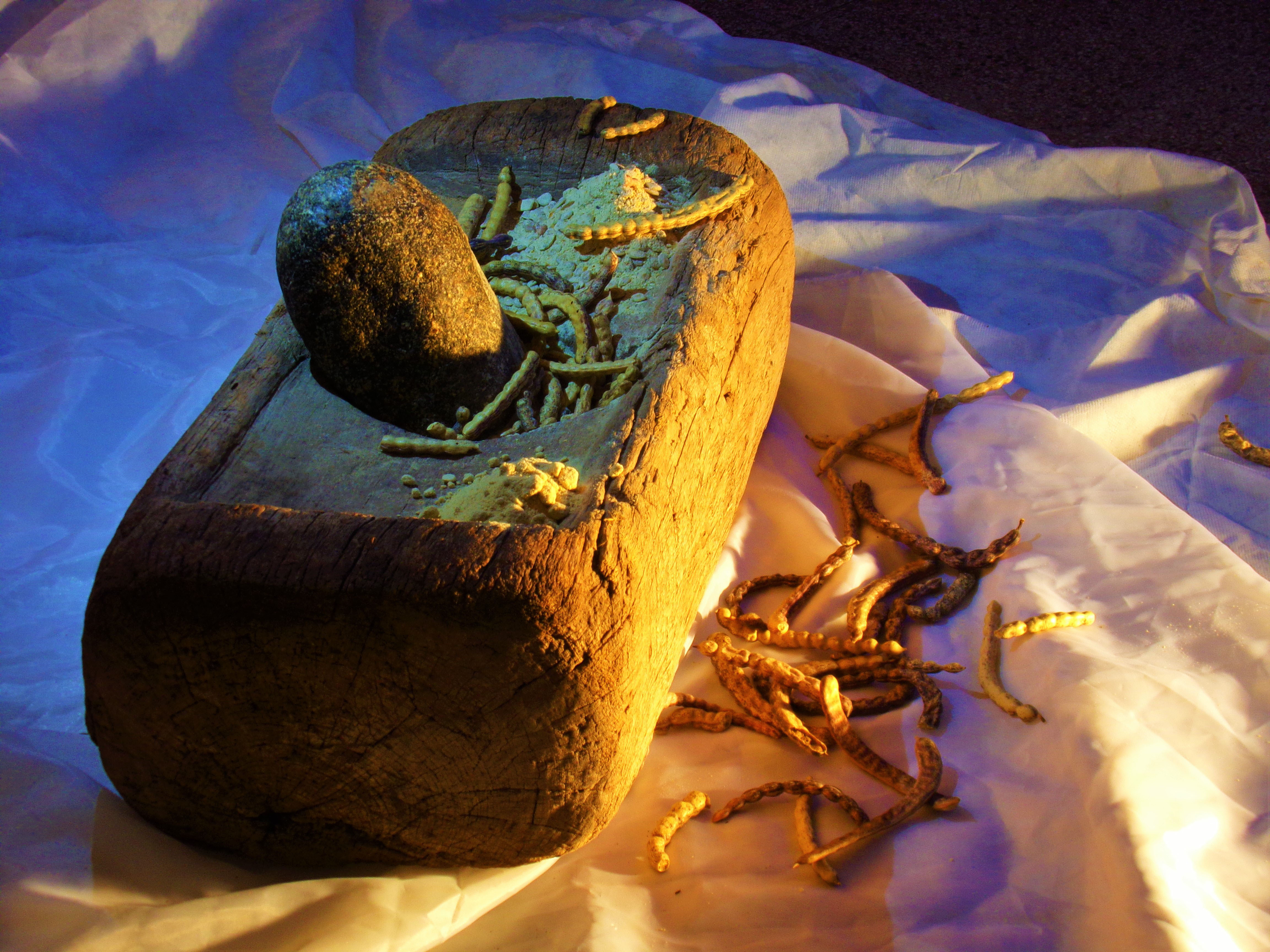
Moliendo algarroba en mortero nativo

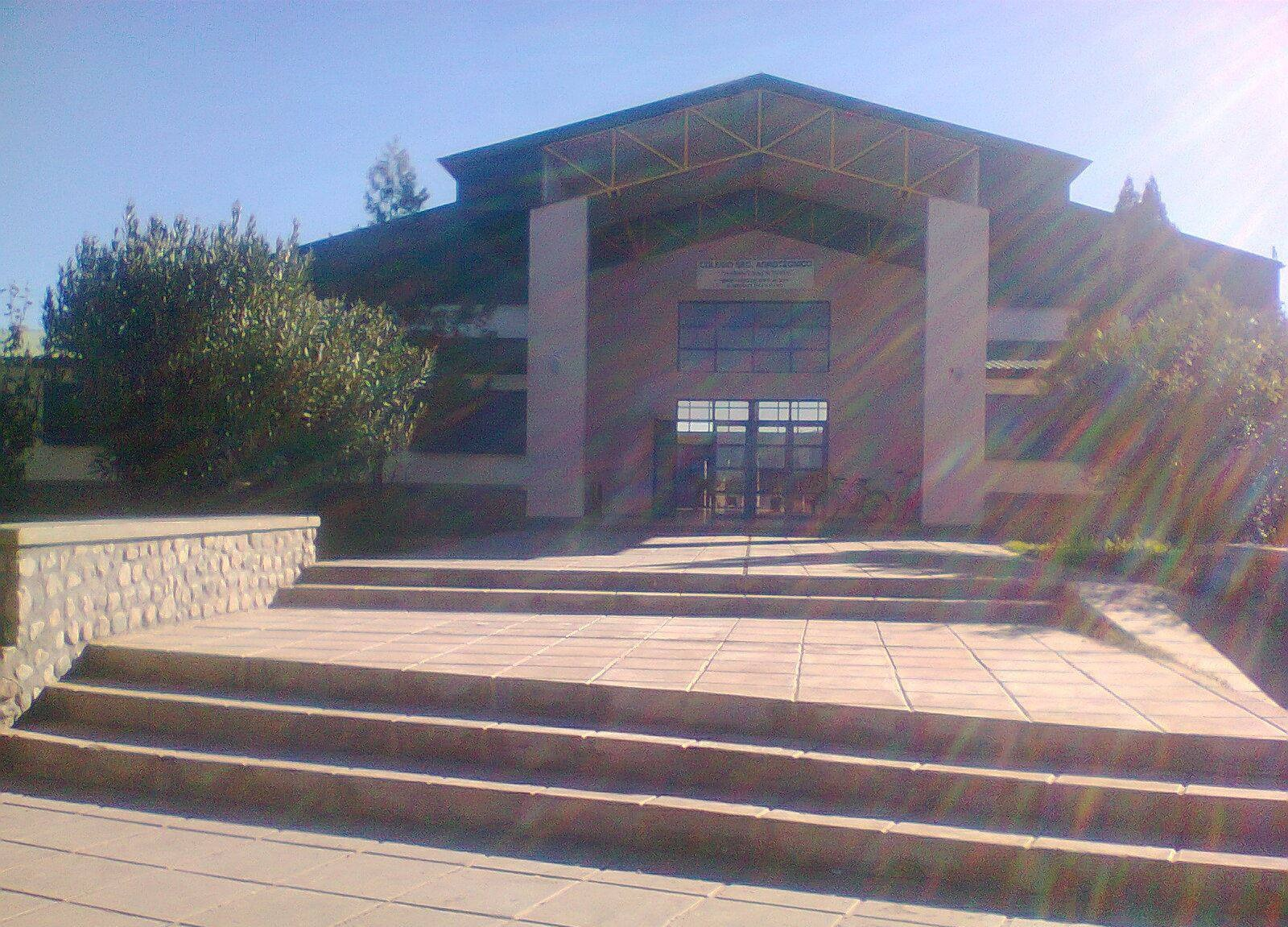
Colegio Secundario Agrotécnico de Villa Castelli, Departamento General Lamadrid

General Lamadrid es uno de los 18 departamentos en los que se divide la provincia de La Rioja (Argentina). La cabecera del departamento es la localidad de Villa Castelli, donde se concentra casi la totalidad de la población.
Se encuentra a 330 km de la ciudad de La Rioja y a 1315 km de la ciudad de Buenos Aires- El principal acceso lo constituye la RN 76.
El departamento cuenta con dos escuelas de nivel inicial y una escuela de nivel medio de especialización agrotécnica, centro de atención promaria en salud, servicios públicos y comunicaciones, centralizados en la localidad cabecera.

## Geografía

### Superficie y límites
El departamento posee 6179 km² y limita al norte con el departamento Vinchina, al este con los departamentos Famatina y Chilecito, al sur con el departamento Coronel Felipe Varela y la provincia de San Juan y al oeste con la República de Chile.

### Población
Para el censo 2022 el departamento registró 1886 habitantes. Esto representó un aumento en la cantidad de personas del 8,8%, menor al crecimiento poblacional provincial que se situó en 15,1%.Estos datos situaron al departamento como el menos poblado y segundo menos denso de la provincia.
La evolución de la población del departamento General Lamadrid muestra un leves variaciones a lo largo de las décadas, presentando un crecimiento demográfico neutro.
| Gráfica de evolución demográfica de Departamento General Lamadrid entre 1960 y 2022 |
|                                                                                     |
| Fuente: Censos Nacionales de Población, Hogares y Viviendas.                        |

Un elemento significativo resulta la marcada tendencia hacia el despoblamiento de las zonas rurales, con el consiguiente crecimiento de la población en la localidad cabecera del departamento.
|                                   | 1960  | 1970  | 1980  | 1991  | 2001  | 2010  | 2022 |
| --------------------------------- | ----- | ----- | ----- | ----- | ----- | ----- | ---- |
| Total del Departamento            | 1336  | 1137  | 1111  | 1430  | 1717  | 1734  | 1886 |
| Villa Castelli (Cabecera)         | 597   | 819   | 781   | 1272  | 1650  | 1697  |      |
| Índice de población urbana (en %) | 44.68 | 72.03 | 70.29 | 88.95 | 96.09 | 97.86 |      |

La cifra de 1.734 personas en todo el departamento, lo ubica como el menos poblado de los departamentos riojanos con una densidad de 0.3 hab/km².

### Localidades y parajes
Según los datos que proporciona la Dirección General de Estadística y Sistemas de Información de La Rioja, en el año 2010 sólo se habían censado 37 personas residentes fuera de la localidad cabecera.
- Villa Castelli (Cabecera del Departamento)
- Aguaditas
- El Condado
- La Banda (Recreo)
- Los Moraditos
- Pastos Largos
- Rivadavia
- Tiaguas

### Sismicidad
La sismicidad de la región de La Rioja es frecuente y de intensidad baja, y un silencio sísmico de terremotos medios a graves cada 30 años en áreas aleatorias. Sus últimas expresiones se produjeron:
- 12 de abril de 1899 (126 años), a las 16.10 UTC-3 con 6,4 Richter; (terremoto de La Rioja de 1899)
- 24 de octubre de 1957 (67 años), a las 22.07 UTC-3 con 6,0 Richter (terremoto de Villa Castelli de 1957)

## Actividades económicas
El departamento General Lamadrid está caracterizado por la extensión, la escasa población y la aridez del clima. Esto hace que una de las principales actividades sea la ganadería extensiva, especialmente caprina y ovina y en menor medida bovina. La agricultura se desarrolla exclusivamente en las áreas donde existe riego. Se cultiva fundamentalmente la vid y algunas parcelas de cereales. La mayor parte del área vinculada a la agricultura se destina a forraje para alimentación del ganado.
| Bovinos | Caprinos | Ovinos | Porcinos | Cereal (ha.) | Vid (ha.) | Olivo (ha.) | Membrillo (ha.) | Forrajeras (ha.) | Nogal (ha.) | Otros (ha.) | Total ha. implantadas |
| ------- | -------- | ------ | -------- | ------------ | --------- | ----------- | --------------- | ---------------- | ----------- | ----------- | --------------------- |
| 908     | 3049     | 2998   | 93       | 13           | 63.40     | 5           | 4               | 267              | 2           | 8.80        | 350.20                |

La mayor parte de la población económicamente activa desarrolla actividades laborales dentro del sector público o de servicios.
Si bien el departamento tiene un gran potencial turístico, en sus variantes turismo aventura y turismo rural, hasta el año 2015 no se habían iniciado acciones significativas en este sentido. Solo existe una oficina de información turística y no existen guías especializados, servicios de transporte local, locales de venta de productos regionales o alojamiento y gastronomía con estructura de atención para visitantes.

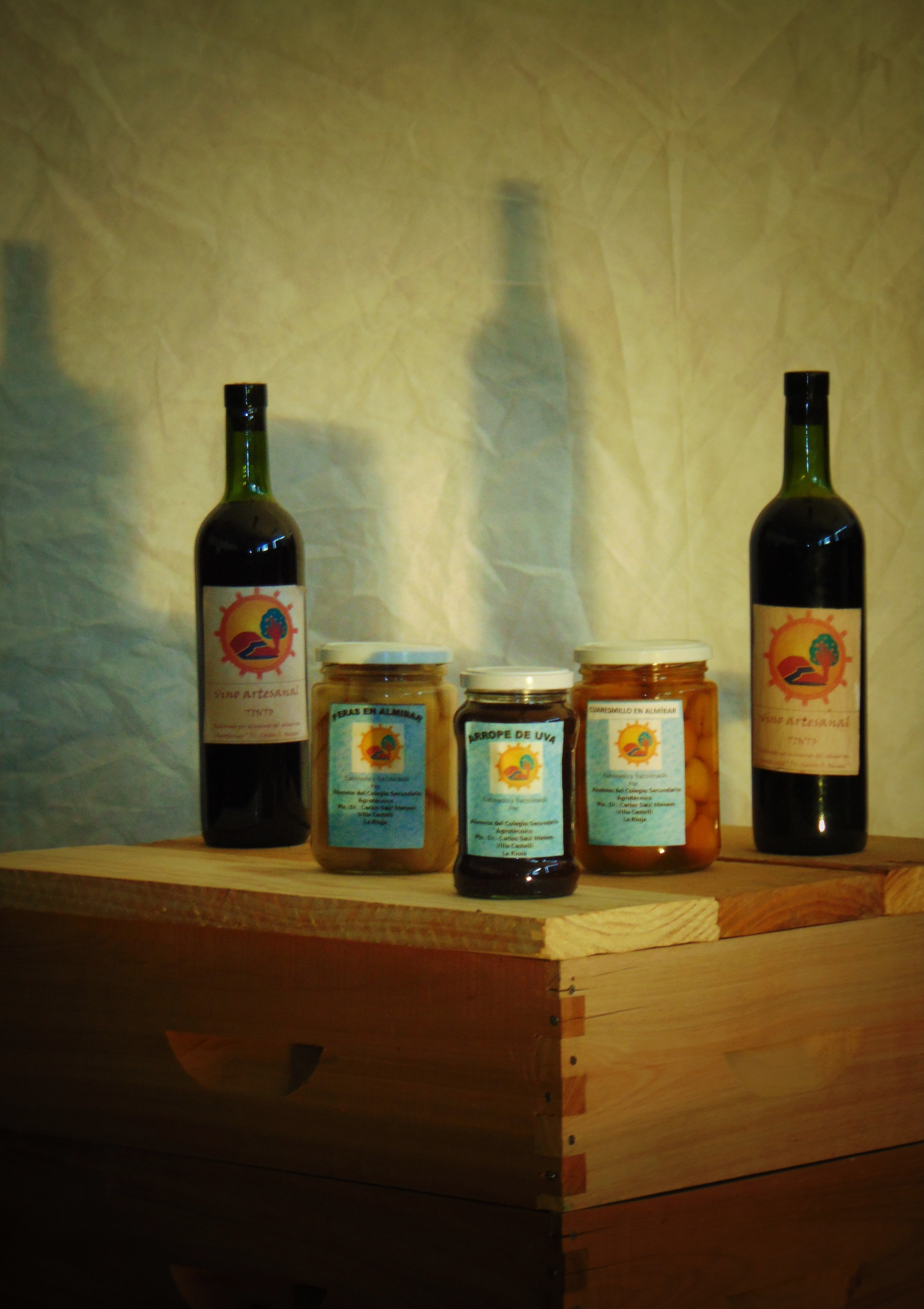
Productos regionales de la localidad Villa Castelli.